# سلطان‌علی وزیر افخم
سلطان علیخان وزیر افخم یا سلطان علی خان وزیر بقایا (۱۳ دسامبر ۱۸۶۲ در – ۱۳ ژوئیهٔ ۱۹۱۴) وزیر داخله و رئیس کابینهٔ ایران از ۲۵ اسفند ۱۲۸۵ تا ۱۳ اردیبهشت ۱۲۸۶ (۶ صفر ۱۳۲۵–۱۱ ربیع الاول ۱۳۲۵) بود.وزیر افخم اولین نخست وزیر یک کابینه قانونی مورد تأیید مجلس در تاریخ ایران به‌شمار می‌رود.
وی از رجال عصر ناصری و مظفری و از درباریان مؤثری بود که همیشه مشاغل و مقامات حساس و پرمداخل داشتند.

## اوایل زندگی
او فرزند محمدخان سالار الملک، پسر عبدالرضا خان بافقی پسر محمدتقی یزدی نوه دختری میرزا ابراهیم خان ظهیرالدوله قاجار، می‌باشد و در سال ۱۲۸۴ ق متولد شد. در نوجوانی غلامبچه درباری ناصرالدین شاه بود و در جوانی پیشخدمتی شاه و نیابت آجودان باشی به او محول گردید. سپس مأمور تحصیل مالیات آذربایجان شد و در همین مقام رتبه سرتیپی و حمایل شیر و خورشید گرفت. بعد حاکم خلخال شد و در رفع فتنه طایفه شاطرانلو و شاهسون اقدامات مؤثری کرد. پس از قتل ناصرالدین شاه و سلطنت مظفرالدین میرزا، به منصب وزارت بقایا منصوب شد و در سال بعد حکومت ولایت یزد و مشتقات ضمیمه کار او شد. در سال ۱۳۱۹ ق ملقب به وزیر افخم شد و علاوه بر وزارت بقایا، مدیر مجلس دربار اعظم نیز شد و پسرش محمد حسن خان، وزیر بقایا شد. در زمان صدارت عین الدوله و میرزا نصرالله خان مشیرالدوله وزیر داخله بود. وقتی مشیرالدوله از کار کناره‌گیری کرد، تا ورود میرزا علی اصغر خان اتابک امور صدارت را بر عهده او سپردند که در حقیقت ارشد و با سابقه‌ترین وزیران کابینه قبل بود.

## دوران نخست‌وزیری
وزیرافخم روز پنجشنبه ۲۹ اسفندماه ۱۲۸۵ شمسی برابر با ۶ صفر ۱۳۲۵ قمری با هیئت وزیران خود در مجلس حاضر شد و از صنیع‌الدوله رئیس مجلس اجازه خواست تا کابینه خود را، که شامل هشت وزیر بود، معرفی کند و پس از کسب اجازه اسامی تمام وزیران را اعلام کرد. سپس به وکلای مجلس گفت: «غرض این بود که هیئت وزرا و کابینه تغییری کرده بود معرفی ایشان در مجلس بشود و همه ملت امروز بدانند که دولت و ملت یکی است و باید دست به یکدیگر داده و کار بکنند تا مملکت معمور و آباد گردد.»
در بین اسامی وزرای اعلام شده، وزیر جنگ، کامران میرزا، ظاهراً به علت بیماری به مجلس نیامد و به جای او دستیارش دبیرالدوله در مجلس حاضر شد. اما به گفته کسروی، در حقیقت کامران میرزا به دلیل آنکه در شأن خود نمی‌دانست به عنوان یک نایب السلطنه در مجلس حاضر شود، این بهانه را برای خود دست و پا کرد.
سید عبدالله بهبهانی در پاسخ به وزیرافخم از طرف نمایندگان از رئیس دولت تشکر نمود.
سپس وکلای مجلس از وزیر افخم اسامی وزراتخانه‌ها و مسئولیت هر کدام را طلب کردند. او در پاسخ وزارتخانه‌ها را معرفی کرد:
1. وزارت عدلیه: اداره محاکمات داخلی
2. وزارت خارجه: اداره تشریفات، اداره تذکره، اداره محاکمات خارجه، اداره پولیتیکی، اداره کنسولگری
3. وزارت داخله: اداره ایالات، اداره تلگراف، اداره پست، اداره نظمیه و محبس، اداره بلدیه، اداره پلیس و ژاندارم، اداره حفظ الصحه
4. وزارت مالیه: اداره مالیات، اداره گمرکات، اداره خالصجات، اداره ضرابخانه، اداره وظایف، اداره تفتیش محاسبات
5. وزارت جنگ: اداره مخزن، اداره ذخیره، اداره قورخانه و کارخانجات نظامی، اتا ماژور، اداره محاسبات نظامی، اداره توپخانه، اداره سوار نظام، اداره پیاده‌نظام، اداره محاکمات عسکری، اداره بحریه
6. وزارت علوم: اداره مدارس، اداره اوقاف، اداره مطبوعات، اداره حفریات موزه، اداره مطبعه دولتی، اداره ابنیه عتیقه
7. وزارت فواید عامه: اداره طرق و شوارع، اداره معادن، اداره راه شوسه و راه‌آهن و جنگلها
8. وزارت تجارت: اداره تجارت، اداره محاکمات تجارتی داخلی، اداره فلاحت، اداره صنایع

وزیر افخم که وزیر داخله بود، به عنوان جانشین موقت نخست‌وزیر، نخستین کابینه قانونی مشروطه را معرفی کرد و مسئولیت آن را برعهده گرفت. او سپس در دوم فروردین ۱۲۸۶ در نزد محمد علی شاه نیز سوگند یاد کرد.

## برکناری وزیرافخم
در اولین جلسه مجلس پس از تعطیلات نوروز، سید حسن تقی‌زاده نماینده تجار آذربایجان نطق اعتراض آمیزی در مجلس ایراد کرد و ضمن انتقاد از رویه دولت در انجام امور، به احضار اتابک اشاره نمود و با ورود وی سخت مخالفت و بازگشت او را موکول به اجازه مجلس نمود. پس از ورود اتابک به تهران و مذاکره با محمد علی شاه و قبول ریاست دولت، شاه تصمیم گرفت در مورد نحوه انتصاب وی به نخست‌وزیری با عده‌ای از وکلای متنفذ مجلس مذاکره کند. به پیشنهاد صنیع‌الدوله هیأتی از وکلای مجلس، از جمله سیدعبدالله بهبهانی و سیدمحمد طباطبایی، در دربار حضور یافته و با شاه به مذاکره و تعاطی افکار نشستند و سرانجام چنین اتخاذ تصمیم گردید که مجلس شورای ملی به پاره‌ای جهات وزیرافخم را از کار برکنار کنند تا دست شاه برای انتخاب نخست‌وزیر باز باشد.
روز نهم اردیبهشت ۱۲۸۶ ش جلسه مجلس شورای ملی به ریاست صنیع‌الدوله تشکیل شد. وزیرافخم و عده‌ای از وزیران در جلسه حضور یافتند. تعدادی از نمایندگان ضمن ایراد سخن از دولت انتقاد کردند و وزیرافخم را قادر به حل مشکلات ندانستند. پس از آنکه سخن نمایندگان پایان یافت، صنیع‌الدوله رئیس مجلس ضمن تأیید انتقادات وکلاء گفت شما از هرکدام از وزیران که ناراضی باشید می‌توانید رأی به برکناری او دهید. نمایندگان فریاد برآوردند پس در مورد القاب وزیر افخم و همکاران وی رأی بگیریم. صنیع‌الدوله اظهار نمود پس رأی می‌گریم به برکناری وزیرافخم. نمایندگان به اتفاق ارا رأی به برکناری او دادند و صدارت چهل روزه وزیرافخم پایان یافت.

## وزیرافخم پس از برکناری
وزیرافخم سپس به فرمان محمد علی شاه وزیر دربار شد. وزیرافخم از مالکین بزرگ بود و در زنجان و خمسه و کرمان املاک زیادی داشت. بازماندگان وی عده‌ای نام خانوادگی افخمی و عده‌ای نام افخم ابراهیمی را با توجه به نام خانوادگی مادرانشان برای خود برگزیدند.

## کابینه وزیرافخم
| مقام             | نام                          | آغاز تصدی        | پایان تصدی      |                |                |                |                |                |                |
| دفتر نخست‌وزیری   | دفتر نخست‌وزیری               | دفتر نخست‌وزیری   | دفتر نخست‌وزیری  | دفتر نخست‌وزیری | دفتر نخست‌وزیری | دفتر نخست‌وزیری | دفتر نخست‌وزیری | دفتر نخست‌وزیری | دفتر نخست‌وزیری |
| ---------------- | ---------------------------- | ---------------- | --------------- | -------------- | -------------- | -------------- | -------------- | -------------- | -------------- |
| نخست‌وزیر         | سلطانعلی وزیر افخم           | ۲۵ اسفند ۱۲۸۵    | ۸ اردیبهشت ۱۲۸۶ |                |                |                |                |                |                |
| وزیران           |                              |                  |                 |                |                |                |                |                |                |
| وزارت معارف      | مخبرالسلطنه                  | ۲۹ اسفند ۱۲۸۵    | ۸ اردیبهشت ۱۲۸۶ |                |                |                |                |                |                |
| وزارت مالیه      | ابوالقاسم ناصرالملک          | ۲۹ اسفند ۱۲۸۵    | ۸ اردیبهشت ۱۲۸۶ |                |                |                |                |                |                |
| وزارت فواید عامه | نظام‌الدین مهندس‌الممالک غفاری | ۲۹ اسفند ۱۲۸۵    | ۸ اردیبهشت ۱۲۸۶ |                |                |                |                |                |                |
| وزیر امور خارجه  | محمدعلی علاءالسلطنه          | ۲۹ اسفند ۱۲۸۵    | ۸ اردیبهشت ۱۲۸۶ |                |                |                |                |                |                |
| وزارت تجارت      | نظام‌الدین مهندس‌الممالک غفاری | ۲۹ اسفند ۱۲۸۵    | ۸ اردیبهشت ۱۲۸۶ |                |                |                |                |                |                |
| وزارت عدلیه      | عبدالحسین فرمانفرما          | ۲۹ اسفند ۱۲۸۵    | ۸ اردیبهشت ۱۲۸۶ |                |                |                |                |                |                |
| وزارت داخله      | سلطانعلی وزیر افخم           | ۲۹ اردیبهشت ۱۲۸۵ | ۸ اردیبهشت ۱۲۸۶ |                |                |                |                |                |                |
| وزارت جنگ        | کامران میرزا نایب السلطنه    | ۲۹ اسفند ۱۲۸۵    | ۸ اردیبهشت ۱۲۸۶ |                |                |                |                |                |                |